# Sapo-parteiro-ibérico
O sapo-parteiro-ibérico (Alytes cisternasii) é uma espécie de sapo da família Alytidae de tamanho pequeno (menor que 5 cm), encontrado em Portugal e Espanha.
Os seus habitats naturais são as florestas temperadas, zonas de arbustos, cursos de água temporários, pântanos, pastos, aquaculturas e lagoas.
Está ameaçada pela destruição de habitat.

## Fonte
- Beja, P., Bosch, J., Tejedo, M., Lizana, M., Martínez-Solano, I., Salvador, A., García-París, M., Gil, E.R. & Arntzen, J.W. 2004.  Alytes cisternasii.
- «2006 IUCN Red List of Threatened Species.». Downloaded on 21 July 2007.